# 佩特拉瓦德
佩特拉瓦德（Petlawad），是印度中央邦Jhabua县的一个城镇。总人口12419（2001年）。

## 人口
该地2001年总人口12419人，其中男性6363人，女性6056人；0—6岁人口1872人，其中男965人，女907人；识字率70.86%，其中男性为79.16%，女性为62.14%。